# Gnathorhynchus krogeni
Gnathorhynchus krogeni är en plattmaskart som beskrevs av Tor Karling 1947. Gnathorhynchus krogeni ingår i släktet Gnathorhynchus och familjen Gnathorhynchidae. Inga underarter finns listade i Catalogue of Life.